# تمیر ساریف
تمیر ساریف (قرقیزی: Темир Сариев؛ زادهٔ ۱۹۶۳) یک سیاست‌مدار اهل قرقیزستان است.وی از می ۲۰۱۵ تا آوریل ۲۰۱۶ نخست‌وزیر این کشور بود.